# Dios Padre (delstaten Mexiko)
Dios Padre är en ort i kommunen San Felipe del Progreso i delstaten Mexiko i Mexiko. Samhället hade 1 106 invånare vid folkräkningen 2020.